# 一宮神社のケヤキの森
一宮神社のケヤキの森（いちのみやじんじゃのケヤキのもり）は、兵庫県豊岡市但東町久畑にあるケヤキの巨木群である。兵庫県の天然記念物及び郷土記念物に指定されている。

## 概要
一宮神社の社叢林をなす9本の巨樹で、樹高35 m、推定樹齢500年のものも含まれる。
9本のうち1本は切り株のみである（2017年2月現在）。

## その他
近接する豊岡市立高橋小学校が毎月2回全戸配布している学校だよりの名称は「欅」である（2019年3月現在）。

## ギャラリー

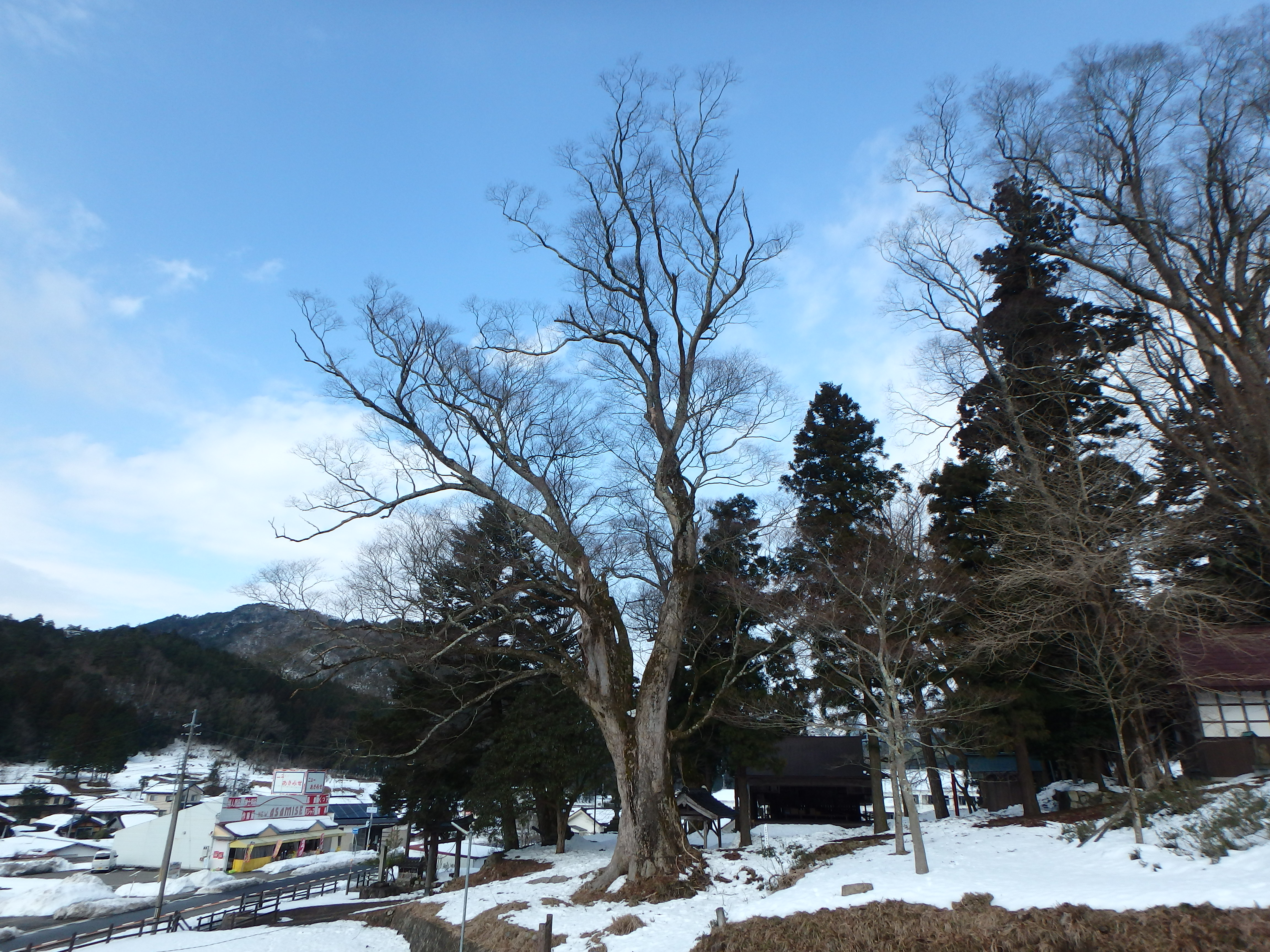
一宮神社のケヤキの森（2月）
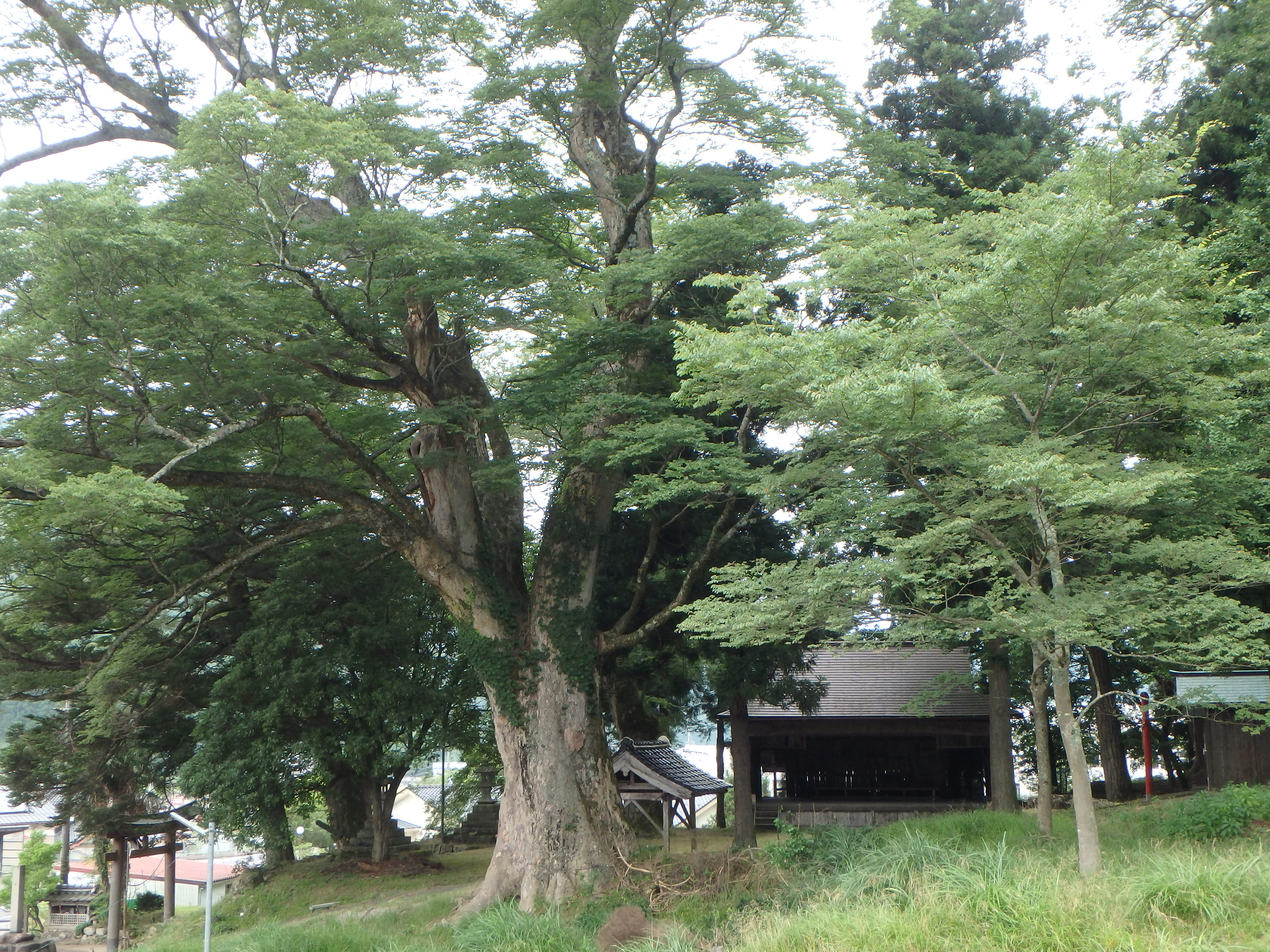
一宮神社のケヤキの森（7月）
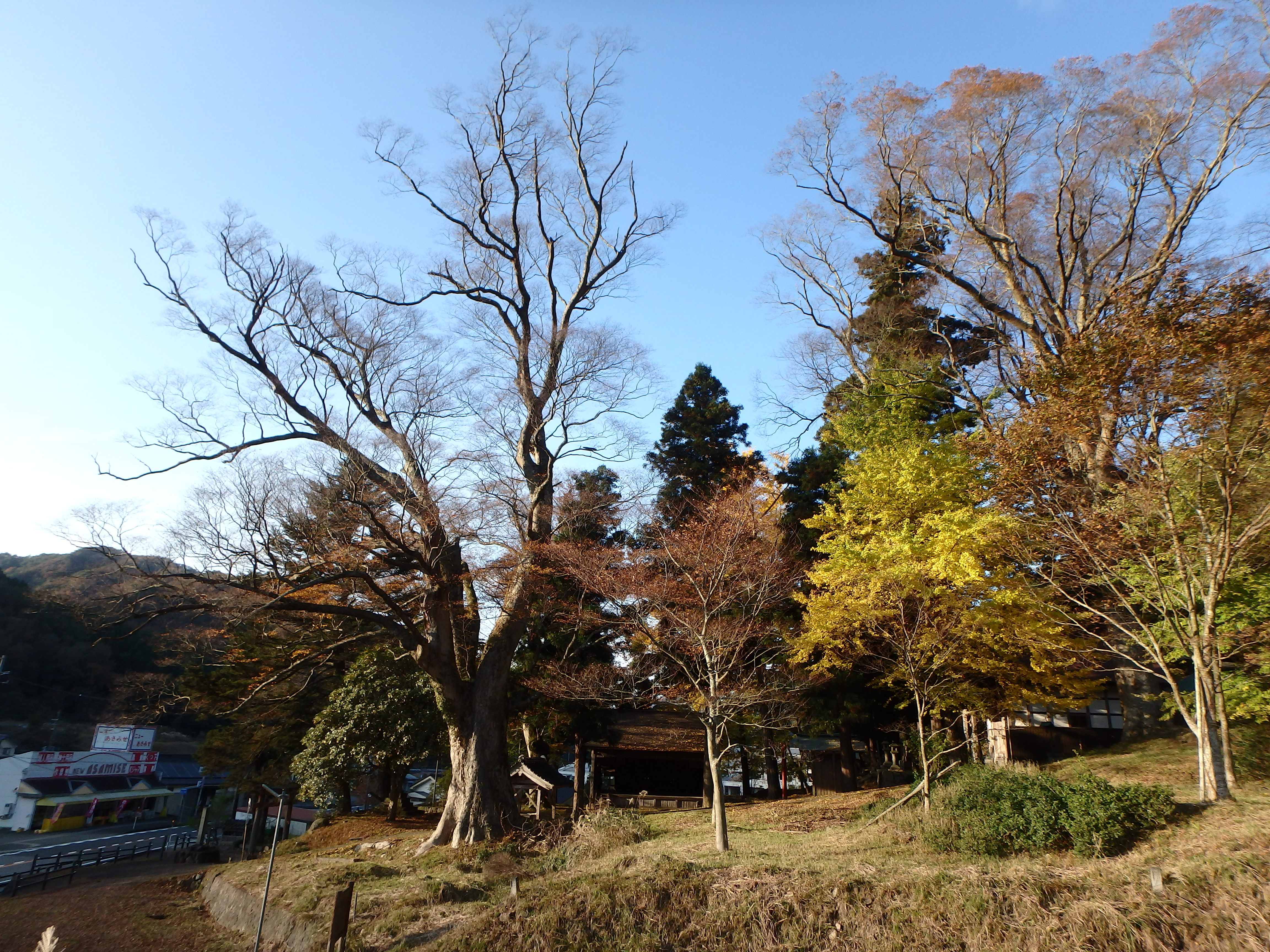
一宮神社のケヤキの森（11月）

## 交通アクセス
- バス - 全但バス「出合」下車のちイナカーに乗り換えて「久畑」で下車
- 自動車 - 福知山市街から国道426号経由で約45分